# Ferdinand Amann
 Ferdinand Amann , né le 23 septembre 1875 à Reims et mort 1er juillet 1947 à Ligny-le-Châtel, est un architecte français impliqué dans la reconstruction des bâtiments de Reims, en association avec Albert Cuvillier, après la Grande Guerre.

## Biographie
Ferdinand Louis Jules Amann est né le 23 septembre 1875à Reims.
Il est le fils de Antoine Philippe Amann (?- ?) et de Marie-Anne Gaspart (?- ?).
Il a fait l’École des Beaux-Arts de Paris Promo 1895. Il est diplômé le 18 novembre 1904.
Il a été l’élève de l’architecte Gaston Redon.
Il a exercé comme architecte à Paris entre 1906 et 1914, 6 Rue de Bigorre, puis à Reims en 1920 jusqu’en 1930 en association avec Albert Cuvillier, puis Montmorency, de 1930 à 1942.
Il est décédé à Ligny-le-Châtel le 01 juillet 1947 .

## Fonctions
Il fut :
- Membre de la Société des Architectes de la Marne (S.A.M.] à partir de 1920,
- Architecte (S.A.M / G.R.D.P.L.G / S.A.A.M),
- Expert près les tribunaux ;
- Membre de la S.A.D.G. de 1904 à 1947,
- Secrétaire du Bulletin des Architectes de 1926 à 1930.

## Réalisations
- Hôtel de la Mutualité de Reims avec l’architecte Albert Cuvillier,
- Au no 13-15 : immeuble, « Au petit saint christophe » des architectes Albert Cuvillier et Ferdinand Amann. Les sculptures, reprenant en particulier le thème du blé, sont d’Emile Potier, de l’atelier Berton, qui reçut pour son travail, la médaille d’argent de la corporation des Architectes[2].
- Au no 109/111 : immeuble rue Gambetta de 1923, avec façade sculptée reprenant le thème des roses.

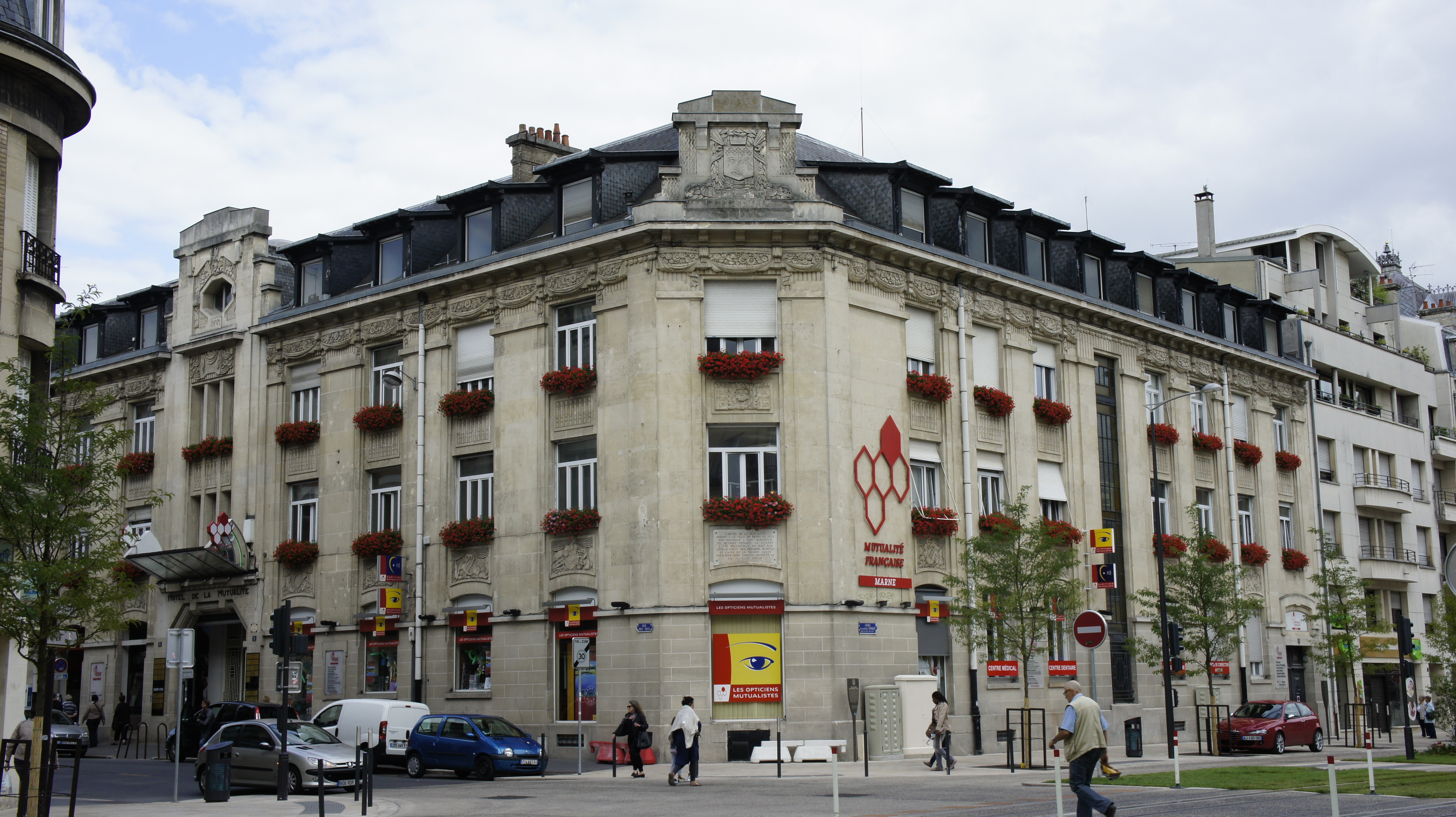
Hôtel de la Mutualité de Reims.